# Bezirksamt Appenweier
Das Bezirksamt Appenweier war eine Verwaltungseinheit im Großherzogtum Baden. Es bestand von 1810 bis 1819.

## Geographie
Das Gebiet des Bezirksamtes setzte sich landschaftlich aus drei unterschiedlichen Teilen zusammen: einem flachen, in der Oberrheinischen Tiefebene gelegenen Nordwesten, einem bergigen Südosten im mittleren Schwarzwald und einer dazwischen gelegenen, hügeligen Übergangszone, die zu den Ortenau-Bühler Vorbergen zählt.

## Geschichte
Das in der Ortenau im Westen des heutigen Baden-Württembergs gelegene Appenweier hatte am Ende des Heiligen Römischen Reiches zur vorderösterreichischen Landvogtei Ortenau gezählt und war Sitz einer Untereinheit, des Gerichts Appenweier. 1803 kam es zum kurzlebigen Herzogtum Modena-Breisgau, nach dessen Auflösung 1805 fiel es 1806 unter die badische Landeshoheit. Im Sommer 1807 wurde das Gericht zunächst dem Oberamt Offenburg zugeteilt. In Umsetzung des Novemberedikts von 1809 war eine Aufteilung des Oberamts vorgesehen, Appenweier hätte zum Zweiten Landamt Offenburg kommen sollen. Stattdessen wurde Anfang 1810 die Einrichtung eines Amtes Appenweier verfügt, dem auch noch das Gericht Renchen zugeteilt wurde.
Anfang 1819 wurde das Amt aufgelöst, ein Teil kam zum Amt Oberkirch, der Rest zurück zu Offenburg.

## Orte und Einwohnerzahlen 1814
Mit seiner Gründung fasste die badische Regierung Gebiete in einem Amt zusammen, die vor 1803 drei unterschiedlichen Herrschaftsbereichen angehört hatte: Neben dem vorderösterreichischen Appenweier und dem fürstbischöflich-straßburgischen Renchen noch das altbadische ehemalige Amt Staufenberg; es war 1807 vom aufgelösten Oberamt Oberkirch zu Offenburg gekommen.
Nach der Aufhebung der Patrimonialgerichtsbarkeit 1813 kam noch das grundherrschaftliche Windschläg (hier hatte die Gerichtsherrschaft einer lokalen Adelsfamilie bestanden) hinzu.
1814 wird für das Amt von 10.063 Einwohnern berichtet, die sich auf diese Orte verteilten:
- Appenweier: 1.108, davon in Unternesselried: 115
- Durbach, mit dem Schloss Staufenberg: 2.030
- Ebersweier: 435
- Herztal: 288
- Nußbach: 492
- Renchen: 2.041
- Wagshurst: 938
- Urloffen: 1.646
- Windschläg: 627
- Zusenhofen: 458

Bei der Auflösung 1819 kamen Appenweier, Durbach, Ebersweier, Herztal, Urloffen und Windschläg zu Offenburg, Renchen, Wagshurst, Nußbach und Zusenhöfen zu Oberkirch.

## Übergeordnete Behörden
Im Rahmen der Verwaltungsgliederung des Landes übergeordnete Behörde war der Kinzigkreis, 1813 hatte Offenburg die Funktion eines Kriminalamtes für Appenweier inne.

## Leiter der Verwaltung
Die Leitung der Verwaltung wurde zunächst Johann Ignaz Georg Hütlin übertragen. Nach dessen Wechsel an die Spitze des Bezirksamts Konstanz im Laufe des Jahres 1810 folgten Franz Xaver Bossi, dann von 1813 bis 1819 Karl August Rüttinger.

## Weitere Entwicklung
Sowohl das Amt Oppenau als auch das Oberamt Offenburg hatten als Bezirksämter längere Zeit bestand. Oppenau wurde 1936 aufgelöst und dem Bezirksamt Offenburg zugeteilt. Aus diesem entstand 1939 der Landkreis Offenburg. Da einige der Gemeinden des Amtes Appenweier zwischenzeitlich über das Bezirksamt zum Landkreis Kehl gekommen waren, dauerte es bis zur Kreisreform 1973, bis das ganze Amt wieder, nun unter dem Dach des Ortenaukreises, vereint war.